# ウィリバルト・ヨアヒム・フォン・メルカッツ
ウィリバルト・ヨアヒム・フォン・メルカッツ（Wilibard Joachim von Merkatz）は、田中芳樹のSF小説（スペース・オペラ）『銀河英雄伝説』の登場人物。自由惑星同盟側の主要人物（物語序盤は銀河帝国に属する）。 
作中での呼称は「メルカッツ」あるいは「メルカッツ提督」。

## 概要
本伝第2巻当時59歳。物語序盤は帝国軍の宿将で、後に同盟に亡命し、ヤン艦隊の客将として活躍する。貴族出身ながら物事を俯瞰してみる公明正大で実直な人物であり、軍事面ではロイエンタールから俺に勝てる数少ない将帥の一人と評されるなど、ゴールデンバウム朝では最終的に上級大将にまで出世した。リップシュタット戦役において脅迫される形で実戦総司令官に担ぎ上げられ、敗戦後は同盟に亡命してヤン艦隊の客員提督（ゲスト・アドミラル）になる。元敵の提督という出自ながら、その人柄から「ヤン艦隊唯一の紳士」と評されて厚く信頼され、ヤン亡き後も、物語最後の戦いとなるシヴァ星域の会戦で戦死するまで同盟側の主要人物として活躍する。
本伝中での初登場は開始冒頭の戦いであるアスターテ会戦から（第1巻）。時系列上の初登場は外伝3巻『千億の星、千億の光』における第6次イゼルローン要塞攻防戦である（ただし、OVAでは時系列上先行するオリジナル作品『叛乱者』で名前のみ登場している）。上記の通り、物語最序盤から登場し、作中最後の戦いであるシヴァ星域会戦まで物語全編にわたって重要エピソードに関わっている。
帝国軍での旗艦は、 OVA版の長篇『新たなる戦いの序曲』と藤崎竜の漫画版では「ネルトリンゲン」 。ノイエ版では「ミネルヴァ」。

## 略歴
銀河帝国の下級貴族の出身。
上記の通り、時系列上の初登場は宇宙暦794年/帝国暦485年、第6次イゼルローン要塞攻防戦であり、駐留艦隊に所属する指揮官として功績を挙げている。
宇宙暦796年/帝国暦487年初頭、58歳の時にアスターテ会戦に大将/分艦隊司令官として参加。戦後に上級大将となり、翌年のリップシュタット戦役ではブラウンシュヴァイク公爵の要請（実際は家族の安全を人質に行われた脅迫）によってリップシュタット連合軍の実戦総司令官に就任。旧王朝の終焉を知りながら、少しでも命脈を伸ばすために奮戦する。ガイエスブルク要塞周辺での戦いのすえに敗北を悟り、自決を試みるが副官のシュナイダーに制止され、彼の勧めで同盟に亡命。同盟軍にて中将待遇でイゼルローン駐留艦隊（ヤン艦隊）の客員提督に就任する。
宇宙暦798年/帝国暦489年4月、ヤンがハイネセンでの査問会に召喚され不在の際に行われた第8次イゼルローン要塞攻防戦では、自ら申し出てイゼルローン駐留艦隊の指揮権を一時預かり、ケンプとミュラーの攻勢を阻止するのに貢献する。
宇宙暦798年/帝国暦489年8月、本人の承諾なしに「銀河帝国正統政府」の軍務尚書に指名され、一時ヤン艦隊から離れるが、翌年4月のバーミリオン会戦直前にヤン艦隊に再び合流。バーミリオン会戦の終盤に同盟が降伏すると、ヤンに要請されて「動くシャーウッドの森」と表現された潜伏隊（メルカッツ独立艦隊）の指揮官に就任。7月16日にはレサヴィク星域に於いて破壊される予定だった戦艦や宇宙母艦を強奪、同時に4,000人の志願兵を新たに指揮下に加えた。
同年、大親征開始前に、ハイネセンを脱出したヤン一行と合流。12月にはヤンのもとでエル・ファシル独立政府に参加し、革命予備軍参謀長に就任。イゼルローン再奪取作戦では艦隊指揮を執った。
宇宙暦800年の回廊の戦い前哨戦ではヤン艦隊右翼を指揮し、かつての同僚ファーレンハイトの艦隊を追いつめる。本戦を経て、ヤンの死後もイゼルローン要塞に残り、翌801年にイゼルローンで生じた帝国軍との戦いでは伏兵としてワーレン艦隊を急襲し、ユリアンの初めての作戦指揮を成功に導いた。
同年6月1日、シヴァ星域会戦でも部隊を指揮するが、ユリアン達がブリュンヒルトに突入するとビッテンフェルト艦隊の猛攻を受け、乗艦のヒューベリオンが被弾、副官のシュナイダーに看取られ息を引き取った。63歳没。

## 能力
歴戦によって培われた老練の手腕を持ち、艦隊指揮能力は当時でも随一の存在で、ヤン・ウェンリーは帝国軍の名将と認めている。その戦術は「堅実にして隙なく、常に理にかなう」と評され、ラインハルトやヤンのような派手さはないものの、後世の一般的な軍人達の範となり、戦術の教本にもしばしば取り上げられたとされる。外伝においては、宇宙艦隊司令長官グレゴール・フォン・ミュッケンベルガーよりメルカッツの能力と実績を高く評価する声もあったという。
リップシュタット戦役ではシャンタウ星域でロイエンタール艦隊と戦って戦況を有利に展開させ、さらにミッターマイヤーの挑発に乗って出陣したブラウンシュヴァイクやフレーゲルが危機に陥った時には救援として出陣して「双璧」の艦隊に損害を与えている。回廊の戦いやシヴァ星域の会戦でも常に一定の戦果を上げており、ヤンからも地味だが堅実かつ外連味の無い用兵をすると評価され、ロイエンタールからはラインハルト、ヤン、ミッターマイヤーと並べて「全宇宙でおれに勝ちうる用兵家」と称賛されている。リップシュタット戦役以降、終生ラインハルトと敵対する道を選んだが、ラインハルト自身はメルカッツを逃したことを残念がっており、ラインハルト麾下の諸将からも、メルカッツが帝国に残っていればラインハルト陣営に重鎮として迎えられていただろうと言われている。

## 人柄
寡黙で実直な人柄。「ヤン艦隊唯一の紳士」と称される。下級貴族出身であり、軍で下級兵士に接してはじめて貴族の特権意識による腐敗の問題に気づいたという。アスターテ会戦の時も、当初はラインハルトの能力に懐疑的だったものの、第4艦隊を全滅させた頃からラインハルトにも分かる程度に態度を変えており、帝国軍中でも最も早くからラインハルトを認めていたひとりである。しかしゴールデンバウム朝の宿将として、帝政を壟断するラインハルトに与するのを良しとしなかった。当初ラインハルトと敵対しようとは考えておらず、リップシュタット戦役では中立の立場を取ろうとしていたが、ブラウンシュヴァイク公より家族（娘）暗殺を示唆され、貴族連合軍の総司令官を受けざるを得なかった。
重厚で生真面目な性格のため、宮廷での社交活動にも興味を示さず、孤高を保ち、面白味の無い人物と思われていた。しかし同時に陥れられる事もなく地位を保ち、軍人のみならず貴族間での人望も高かった。物語の最初であるアスターテ会戦でラインハルトの配下に配属されたのをはじめ、門閥貴族連合、自由惑星同盟、銀河帝国正統政府など、常に運命によって翻弄され自分の意思とは無関係に立場を規定されてきた。ヤン艦隊にあっては、階級上はヤンに次ぐ高さであったにもかかわらず、銀河帝国から自由惑星同盟に亡命してきたという自分の立場を十分にわきまえ、常に一線を引いた態度を保ち、自らの分を超えず、それでいて的確な助言を与えて艦隊首脳陣からの信頼を得ていた。ヤンの死後（イゼルローン共和政府成立後）においては、もはや亡命者という立場でもなくなり、戦略の立案や別働隊を率いるなど積極的な活躍が見られるが、後継者たるユリアンの良き支えに徹して決して自ら前に出ることはなかった。
同盟軍亡命後は、各自が好きなように振舞う雰囲気の強いヤン艦隊にあって実に規則正しい生活を送り、「イゼルローンの各部署は彼の姿を見て時計の針を合わせる」などと言われていた。また、亡命後も旧帝国の軍服を着用し続けるなど、ある種の矜持を示すと共に「亡命者」である自らの立場を正しくわきまえていた。ヤン艦隊と接するようになって以来それまでは関心を示さなかったユーモアにも反応を示すようになったことが、副官シュナイダーの観察として描かれている。また、政争の具にされたエルウィン・ヨーゼフ2世の消息を気にかけたり、回廊の戦いでかつて僚友として共に戦ったファーレンハイトが戦死した際に喪に服し、会議を欠席したこともある。

## 家族
作中には全く登場しない。リップシュタット戦役においてブラウンシュヴァイク公による招聘を固辞した際に、家族の命を盾に脅迫され、やむなく翻意・受諾した事のみが記述されている。亡命時にも帯同しなかったが、彼の死後、その戦死を伝えるためシュナイダーがメルカッツの遺族のもとに旅立っている。
OVA版では、ブラウンシュヴァイク公による脅迫内容から娘の存在が明らかになっている。一方、藤崎版では同じシーンで妻子のイメージが描かれている。

## 演じた人物
アニメ
- 納谷悟朗（OVA版）
- 石塚運昇→山路和弘（『Die Neue These』）

舞台
- ジェームス小野田 - 『銀河英雄伝説 第一章 銀河帝国編』（2011年1月7日 - 16日、青山劇場）